# Eulima bilineata
Eulima bilineata е соленоводно охлювче от семейство Eulimidae. Видът води паразитен начин на живот.

## Разпространение
Видът обитава атлантическото крайбрежие на Европа от Испания през Британските острови до Норвегия и дори Колския полуостров на Русия, Източното Средиземноморие и Карибско море.

## Описание
Видът има удължена конична раковина с размери 6 mm.